# كوستا برافا، لبنان
كوستا برافا، لبنان هو فيلم دراما إنتاج 2021 من إخراج وتأليف مونيا عقل وبطولة نادين لبكي وصالح بكري.تم عرض الفيلم لأول مرة في 5 سبتمبر 2021 في مهرجان البندقية السينمائي.

## أحداث الفيلم
يقرر زوجان ترك التلوث السام لمدينتهما بيروت، على أمل بناء حياة مثالية في منزل في الجبال، ولكن تحطمت أحلامهما عندما تم بناء مكب نفايات بجوارهما مما أدى إلى جلب القمامة والفساد الذي كانا يأملان في تركه ورائهما. 